# Герой Соціалістичної Праці
Геро́й Соціалісти́чної Пра́ці  — почесне звання в СРСР у 1938—1991 роках, вищий ступінь відзнаки за працю. За видатні заслуги звання могло присуджуватися неодноразово.

## Історія нагороди
Звання Героя Соціалістичної Праці та Положення про звання засновані Указом Президії Верховної Ради СРСР від 27 грудня 1938 року «Про встановлення вищого ступеня відзнаки — звання Героя Соціалістичної Праці». Раніше існувало звання Герой Праці.
Текст Положення був такий: «звання Героя Соціалістичної Праці присвоюється особам, які своєю особливо видатною новаторською діяльністю в галузі промисловості, сільського господарства, транспорту, торгівлі, наукових відкриттів і технічних винаходів проявили виняткові заслуги перед Радянською державою, сприяли піднесенню народного господарства, науки, культури, зростанню могутності і слави СРСР». Згідно з Положенням, Герою Соціалістичної Праці вручалися орден Леніна і грамота Президії Верховної Ради СРСР.
Пізніше, Указом Президії Верховної Ради СРСР від 22 травня 1940 року «Про додаткові відзнаки для Героїв Соціалістичної Праці», був встановлений особливий знак для Героїв Соціалістичної праці — золота медаль «Серп і Молот».
Спочатку не передбачалося нагородження Героя Соціалістичної Праці за новий трудовий подвиг другою золотою медаллю. В Указі Президії ВР СРСР від 3 березня 1949 року вперше була встановлена можливість нагородження Героїв Соціалістичної Праці — передовиків сільського господарства другою золотою медаллю «Серп і Молот». Даний Указ передбачав, що на честь заслуг двічі Героїв споруджувалися бронзові бюсти на їх батьківщині. Однак другими золотими медалями відзначалися і Герої Соціалістичної Праці, які працювали в інших галузях народного господарства.
Орден Леніна спочатку вручався не більше одного разу, лише при першому нагородженні.
Пізніше Президія Верховної Ради СРСР Указом від 6 вересня 1967 року встановив ряд пільг Героям Соціалістичної Праці, Героям Радянського Союзу і кавалерам всіх трьох ступенів ордена Слави. Перелік пільг був розширений до 30-річчя Перемоги Указом від 30 квітня 1975 року та діє понині, підтверджений законодавством Російської Федерації, хоча звання Героя Соціалістичної праці скасовано.
У 1973 році Указом від 14 травня було затверджено Положення про звання Героя Соціалістичної Праці у новій редакції. Положення визначало, що «звання Героя Соціалістичної Праці є вищим ступенем відзнаки за заслуги в галузі господарського і соціально-культурного будівництва» і «присвоюється особам, які проявили трудовий героїзм, своєю особливо визначною трудовою діяльністю внесли значний внесок у підвищення ефективності суспільного виробництва, сприяли підйому народного господарства, науки, культури, зростанню могутності і слави СРСР». Було знято обмеження за кількістю повторних нагороджень медаллю «Серп і Молот», що існувала з 1940 року (не більше трьох разів). Положення вводило порядок вручення ордена Леніна при кожному нагородження медаллю «Серп і Молот». Положення затвердило також, що якщо Герой Соціалістичної Праці є одночасно Героєм Радянського Союзу, то на його батьківщині також споруджувалось бронзове погруддя, як якби він був двічі Героєм Соціалістичної праці. Крім того, Положення затвердило перелік пільг, встановлених раніше.
Постановою Президії Верховної Ради СРСР від 22 серпня 1988 року «Про вдосконалення порядку нагородження державними нагородами СРСР» повторне нагородження медаллю «Серп і Молот» було припинено. Героям Радянського Союзу, що є одночасно Героями Соціалістичної Праці, за клопотанням державних органів і громадських організацій могли споруджуватися бронзові погруддя. Бронзові погруддя за життя Героїв не встановлювалися.
Через три роки, у 1991 році, це звання було скасоване разом з нагородною системою СРСР.
Всього звання Героя Соціалістичної Праці удостоєні 20605 осіб (в УРСР близько 3500), в тому числі 205 разів — двічі і 16 разів — тричі (за іншими даними, число нагороджених склало 21560 осіб). 16 осіб отримали це високе звання посмертно. Позбавлено звання Героя Соціалістичної Праці 95 осіб.

## Відомі Герої Соціалістичної Праці
Перше звання Героя Соціалістичної Праці було присвоєно 20 грудня 1939 року Йосипу Сталіну.
Другим Героєм Соціалістичної праці Указом від 2 січня 1940 року став конструктор стрілецької зброї В. О. Дегтярьов. У 1949 році звання Героя Соціалістичної Праці єдиний раз було присвоєно школярам: Турсуналі Матказімову за збір бавовни і Нателлі Челебадзе за збір чаю.
За час існування СРСР 16 осіб було тричі відзначено цією нагородою:
- Александров А. П.;
- Ванников Б. Л.;
- Духов М. Л.;
- Зельдович Я. Б.;
- Іллюшин С. В.;
- Келдиш М. В.;
- Кунаєв Д. А.;
- Курчатов І. В.;
- Мануха Г. С.;
- Сахаров А. Д.;
- Славський Ю. П.;
- Туполєв А. М.;
- Турсункулов Хамракул;
- Харитон Ю. Б.;
- Хрущов М. С.;
- Черненко К. У.;
- Щолкін К. І.

Двічі Героями Соціалістичної Праці стала 201 особа.
Одинадцять осіб були удостоєні звання Героя Соціалістичної Праці та звання Героя Радянського Союзу.
- Брежнєв Л. І.;
- Ворошилов К. Є.;
- Головченко В. І.;
- Гризодубова В. С.;
- Машеров П. М.;
- Орловський К. П.;
- Сталін Й. В.;
- Трайнін П. А.;
- Третяк І. М.;
- Устинов Д. Ф.;
- Хрущов М. С.

## Галерея

Золота медаль «Серп і Молот»